# Tropidodryas striaticeps
Tropidodryas striaticeps är en ormart som beskrevs av Cope 1870. Tropidodryas striaticeps ingår i släktet Tropidodryas och familjen snokar. Inga underarter finns listade i Catalogue of Life.
Denna orm förekommer i östra Brasilien i delstaterna Rio Grande do Sul och Bahia. Arten lever i Atlantskogen och i angränsande kulturlandskap. Individerna är dagaktiva och klättrar ibland i träd. Födan utgörs av groddjur, ödlor, småfåglar och små däggdjur. Den maximala kroppslängden utan svans är 678 mm. Honor lägger upp till åtta ägg per tillfälle.
Beståndet hotas regionalt av skogsröjningar. Antagligen har Tropidodryas striaticeps bra anpassningsförmåga och den hittas i flera skyddszoner. IUCN listar arten som livskraftig (LC).